# Booker T. Washington
Booker Taliaferro Washington (1856 – 1915) va ser un polític afroamericà estatunidenc.
Washington va ser de la darrera generació de líders afroamericans nascuts esclaus. Va estar en contra de les lleis discriminatòries contra els negres sorgides després de l'abolició de l'esclavisme.
Washington va ser partidari de l'African-American businesses i un dels fundadors de la National Negro Business League. La seva base va ser el Tuskegee Institute, un college d'Alabama. Com els linxaments al Sud dels Estats Units van arribar al seu màxim el 1895, Washington va fer el discurs conegut com a "Atlanta compromise", la qual cosa li va donar fama nacional. Va ser partidari de canviar la situació dels afroamericans via l'educació.

## Obres
- The Future of the American Negro – 1899
- Up from Slavery – 1901
- Character Building – 1902
- Working with the Hands – 1904
- Tuskegee & Its People (editor) – 1905
- The Negro in the South (with W. E. B. Du Bois) – 1907

### Historiografia
- Bieze, Michael Scott, and Marybeth Gasman, eds. Booker T. Washington Rediscovered (Johns Hopkins University Press, 2012), 265 pp. scholarly essays
- Booker T. Washington and Black Progress: Up from Slavery 100 Years Later, 2003..
- Dagbovie, Pero Gaglo. "Exploring a Century of Historical Scholarship on Booker T. Washington," Journal of African American History 92#2 (2007), pp. 239–264 in JSTOR; also pp 127-57 partly online
- Friedman, Lawrence J «Life 'In the Lion's Mouth': Another Look at Booker T. Washington». Journal of Negro History, 59, 10-1974, p. 337–351. DOI: 10.2307/2717315..
- Harlan, Louis R «Booker T. Washington in Biographical Perspective». American Historical Review, 75, 10-1970, p. 1581–99. DOI: 10.2307/1850756.
- Norrell, Robert J. "Booker T. Washington: Understanding the Wizard of Tuskegee," Journal of Blacks in Higher Education 42 (2003–4), pp. 96–109 in JSTOR
- Strickland, Arvarh E «Booker T. Washington: The Myth and the Man». Reviews in American History, 1, 12-1973, p. 559–564. DOI: 10.2307/2701723..
- Zeringue, Joshua Thomas. "Booker T. Washington and the Historians: How Changing Views on Race Relations, Economics, and Education Shaped Washington Historiography, 1915-2010" (MA Thesis, LSU, 2015) online Arxivat 2016-04-12 a Wayback Machine..